# Нерен, Клод
Клод Нерен (фр. Claude Nérin; 1756—1838) — французский военный деятель, полковник (1795 год), барон (1810 год), участник революционных и наполеоновских войн.

## Биография
Родился в семье мастера-каменщика Рене Нерена (фр. René Nérin) и его супруги Катрины Моллен (фр. Catherine Rose Mollin). Будущий полковник был дважды женат: впервые женился на Жанне Буден (фр. Jeanne Bernarde Boudin);
во втором браке с Магдалиной Арто (фр. Magdeleine Françoise Arthault), от которой двое детей: дочь Анну (фр. Anne Nérin; 1814—1891) и сына Пьера (фр. Pierre Nérin; 1819—1882), ставшего бригадным генералом и кавалером ордена Почётного легиона.
31 августа 1775 года вступил добровольцем в полк Брие. К началу войн Республики стал лейтенантом и служил в рядах Северной армии, принял участие в сражении при Вальми.
18 октября 1792 года стал старшим аджюданом 2-й линейной полубригады. 21 ноября 1793 года избран капитаном. 30 ноября был ранен пулей в левую ногу в бою у Нересхайма при деблокировании линий у Висамбура. 5 августа 1794 года временный командир 1-го батальона 24-й линейной полубригады, 8 сентября сыграл важную роль в разгроме врага в одном из сражений и захватил орудие. 21 июня 1795 года его батальон влился в состав 47-й боевой полубригады.
17 июля 1795 года произведён в полковники и возглавил 47-ю полубригаду. 14 ноября 1795 года был ранен картечью в горло у Франкаудаля. 23 февраля 1796 года после слияние полубригад, стал командиром 97-й полубригады. 16 января 1797 года в результате рикошета ранен осколком камня в левую ногу при осаде Келя. 28 июля 1797 года в битве у Оффенбурга успешно отразил нападение кирасир Анспаха, и заставил их ретироваться. 27 ноября 1798 года в бою у Терни он с 1500 солдатами своей полубригады и четырьмя ротами 64-й разбивает 6000 отряд неаполитанцев, берёт в плен 450 человек, в том числе их командира, также 12 офицеров и захватывает 17 орудий и 20 зарядных ящиков. 11 апреля 1800 года попал в плен в деле у Коголетто в Лигурии. Был отпущен в том же году.
После роспуска 97-й полубригады, 5 октября 1803 года возглавил 64-й полк линейной пехоты в лагере Сент-Омер. Полк входил в состав 3-й дивизии Леграна, а с 27 октября в бригаде Валюбера 4-й дивизии Сюше. Участвовал в кампании 1805 года в составе Великой Армии. 23  октября 1805 года был назначен комендантом Ульма. 27 декабря 1805 года был заменён во главе 64-го полка Мишелем.
В 1806 году командующий провинции Пригниц в Пруссии. 16 марта 1807 года был отправлен в отставку по причине болезней и ранений. 4 августа 1807 года Нерену была назначена пенсия в 2602 франка. 17 марта 1815 года получил от Императора должность мэра Аваллона.
Клод Нерен умер 9 ноября 1838 года в городе Аваллон, где и был похоронен.

## Воинские звания
- Солдат (31 августа 1775 года);
- Капрал (31 января 1783 года);
- Сержант (13 марта 1787 года);
- Сержант-фурьер (1 января 1790 года);
- Старший сержант (18 августа 1791 года);
- Младший лейтенант (12 января 1792 года);
- Лейтенант (16 июня 1792 года);
- Капитан (21 ноября 1793 года);
- Командир батальона (5 августа 1794 года);
- Полковник (17 июля 1795 года).

## Титулы
- Барон Нерен и Империи (фр. baron Nérin et de l'Empire; декрет от 19 марта 1808 года, патент подтверждён 11 мая 1808 года в Байонне)[1][2].

## Награды
Легионер ордена Почётного легиона (11 декабря 1803 года)
 Офицер ордена Почётного легиона (14 июня 1804 года)